# Macroagelaius
A Macroagelaius a madarak osztályának verébalakúak (Passeriformes) rendjébe és a csirögefélék (Icteridae) családjába tartozó nem.

## Rendszerezésük
A nemet John Cassin írta le 1866-ban, jelenleg az alábbi 2 faj tartozik ide:
- sárgabóbitás hegyicsiröge (Macroagelaius imthurni)
- kolumbiai hegyicsiröge (Macroagelaius subalaris)

## Előfordulásuk
Dél-Amerika észak- és északnyugati részén honosak. A természetes élőhelyük szubtrópusi és trópusi hegyi erdők. Állandó, nem vonuló fajok.

## Megjelenésük
Testhossza 25-30 centiméter közötti.

## Életmódjuk
Többnyire ízeltlábúakkal táplálkoznak, de fogyasztanak kisebb gerinceseket és gyümölcsöket is.